# Föderaler Öffentlicher Dienst Inneres
Der Föderale Öffentliche Dienst Inneres (Abkürzung FÖD Inneres bzw. IBZ, niederländisch Federale Overheidsdienst Binnenlandse Zaken – IBZ, französisch Service public fédéral Intérieur – SPF Intérieur) ist das Innenministerium des Königreichs Belgien. Es ist eines der Föderalen Öffentlichen Dienste (Ministerium) in Belgien. Der FÖD Inneres wurde 2002 gegründet und hat seinen Sitz in Brüssel. Rund 4300 Arbeitnehmer sind im Ministerium beschäftigt. Derzeitiger Innenminister ist Bernard Quintin (MR).
Das Logo der Behörde mit dem Schriftzug IBZ enthält die Anfangsbuchstaben der französisch- und niederländischsprachigen Bezeichnung des Ministeriums (französisch Intérieur und niederländisch Binnenlandse Zaken).